# Curt Perkins
Curtiss D. Perkins est un artiste américain de décors pour l'animation, ayant travaillé entre autres pour les studios Disney et Hanna-Barbera Productions.

## Filmographie
- 1940 : Fantasia pour la séquence Casse-Noisette, direction artistique
- 1942 : Bambi, décor